# Darsalam (Ganzourgou)
Darsalam é uma vila no departamento de Zoungou, da província Ganzourgou, no área central de Burkina Faso. A vila tem, aproximadamente, uma população de 858 habitantes.